# Holley Fain
Holley Fain (née le 28 août 1981 à Leawood, dans le Kansas) est une actrice américaine, plus particulièrement connue pour son rôle du Dr. Julia Canner dans la série télévisée Grey's Anatomy.

## Filmographie

### Films
| Année | Titre               | Rôle            | Notes         |
| ----- | ------------------- | --------------- | ------------- |
| 2006  | Blinkers            |                 | Court-métrage |
| 2007  | One Night           | Emily           |               |
| 2012  | Forgetting the Girl | Denise Gilcrest |               |

### Télévision
| Année | Titre                          | Rôle                 | Notes                                                                                         |
| ----- | ------------------------------ | -------------------- | --------------------------------------------------------------------------------------------- |
| 2006  | 3 lbs                          | Rachel               | Épisode : "Bad Boys"                                                                          |
| 2007  | Law & Order: Criminal Intent   | Stacey               | Épisode : "Smile"                                                                             |
| 2009  | Lipstick Jungle                | Angie Wilson         | Épisode : "Chapter 19: Lovers' Leaps"                                                         |
| 2009  | Gossip Girl                    | Maureen van der Bilt | Rôle récurrent (six épisodes)                                                                 |
| 2010  | The Good Wife                  | Shaina Whitmore      | Épisode : "Unplugged"                                                                         |
| 2010  | Law & Order: Criminal Intent   | Angela Caldera       | Épisode : "True Legacy"                                                                       |
| 2010  | Memphis Beat                   | Miss Austin          | Épisode : "Suspicious Minds"                                                                  |
| 2011  | The Mentalist                  | Francine Trent       | Épisode : "Bloodstream"                                                                       |
| 2011  | Childrens Hospital             | Intern               | Épisode : "Munch by Proxy"                                                                    |
| 2011  | Grey's Anatomy                 | Dr. Julia Canner     | Épisode : "Put Me In, Coach"                                                                  |
| 2012  | Grey's Anatomy                 | Dr. Julia Canner     | Épisodes : "Suddenly", "Hope for the Hopeless", "Let the Bad Times Roll", "Remember the Time" |
| 2012  | The Frontier (en)              | Joanna Hale          | Pilote                                                                                        |
| 2013  | Monday Mornings                | Kara Bishop          | Épisode : "One Fine Day"                                                                      |
| 2013  | CSI: Crime Scene Investigation | Nadine Bradley       | Épisode : "Last Supper"                                                                       |